# Limin Chersonisu
Limin Chersonisu (gr. Λιμήν Χερσονήσου) – miejscowość w Grecji, na północnym wybrzeżu Krety, ok. 25 km na wschód od Heraklionu, w administracji zdecentralizowanej Kreta, w regionie Kreta, w jednostce regionalnej Heraklion, w gminie Chersonisos. W 2011 roku liczyła 2968 mieszkańców.
Przy nadmorskiej promenadzie znajduje się rzymska fontanna w kształcie piramidy z mozaiką przedstawiającą rybaków.
Jedną z atrakcji turystycznych miasta jest akwarium Aquaworld.

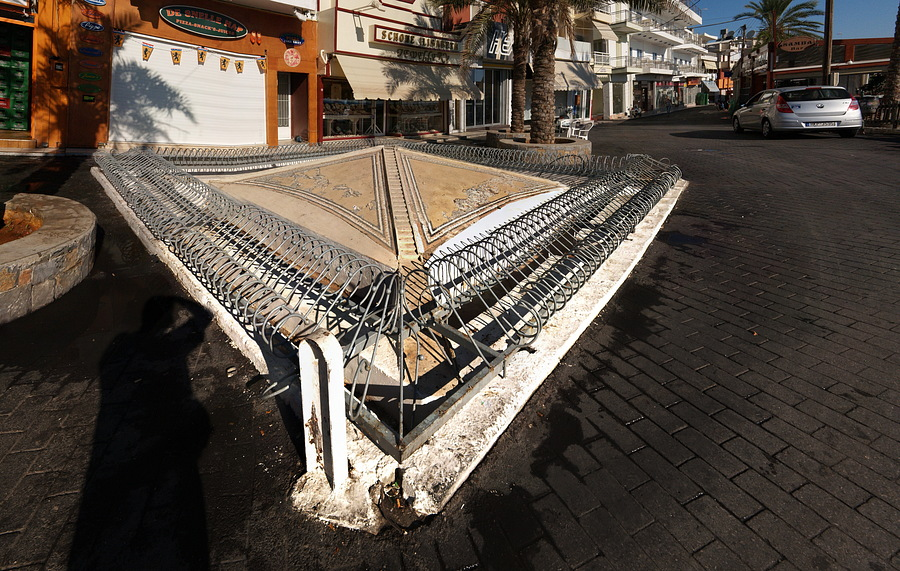
Rzymska fontanna
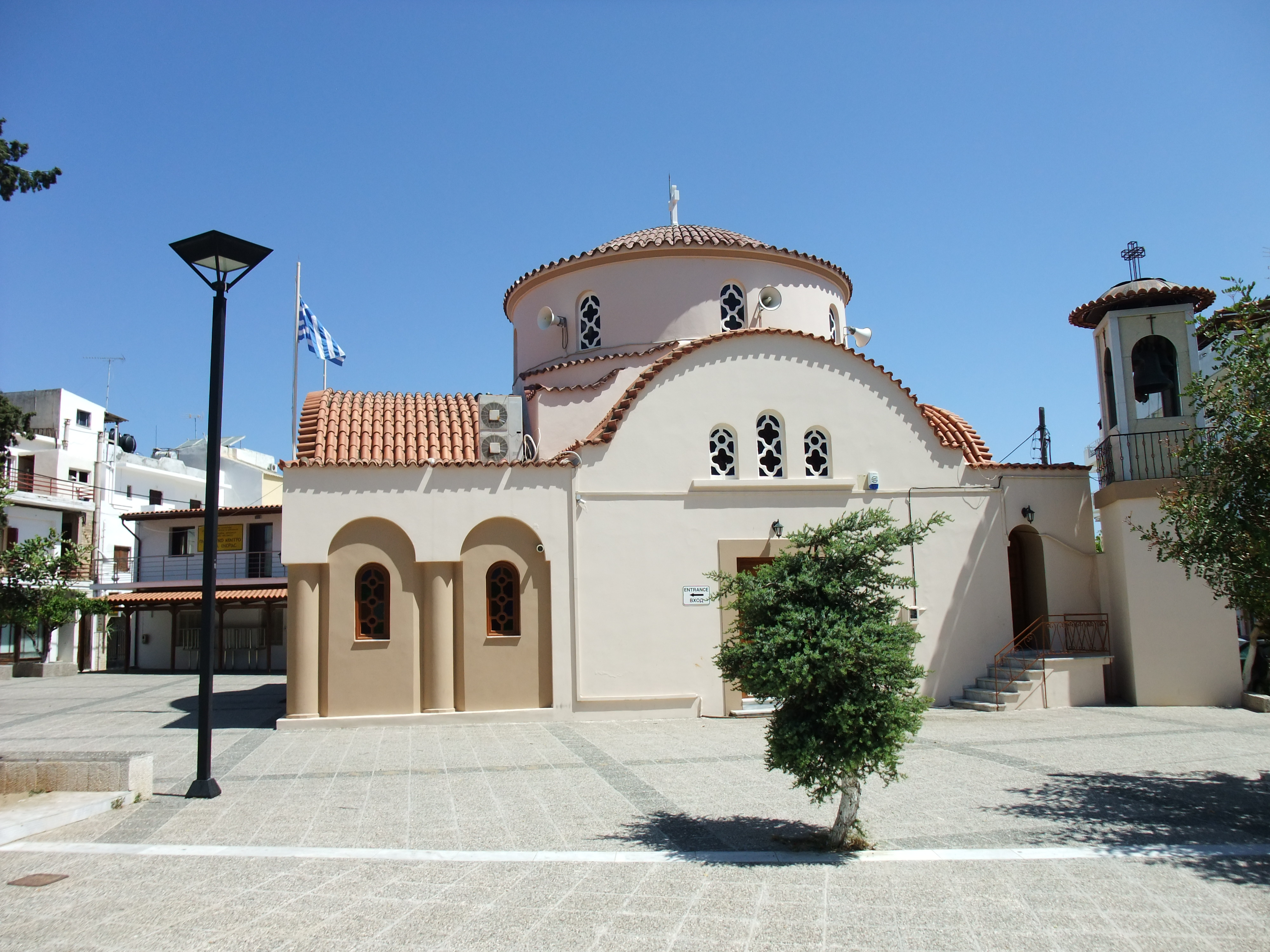
Świątynia w centrum
- Filmik z miejscowości